# 1019
| 1019               |
| ------------------ |
| Dødsfald - Fødsler |
|                    |

| Gregoriansk kalender | 1019 MXIX               |
| Ab urbe condita      | 1772                    |
| Armensk kalender     | 468 ԹՎ ՆԿԸ              |
| Kinesiske kalender   | 3715 – 3716 戊午 – 己未 |
| Etiopisk kalender    | 1011 – 1012             |
| Jødisk kalender      | 4779 – 4780             |
| Hindukalendere       |                         |
| - Vikram Samvat      | 1074 – 1075             |
| - Shaka Samvat       | 941 – 942               |
| - Kali Yuga          | 4120 – 4121             |
| Iransk kalender      | 397 – 398               |
| Islamisk kalender    | 409 – 410               |

Konge i Danmark: Knud den Store 1019-1035
Se også 1019 (tal)